# كلفن أندرسون
كلفن أندرسون (بالإنجليزية: Kelvin Anderson)‏ هو لاعب كرة قدم أمريكية ولاعب كرة القدم الكندية أمريكي، ولد في 4 فبراير 1972 في ساوث بند في الولايات المتحدة.